# Stone Island
Stone Island是義大利奢侈男裝品牌。成立於1982年，2020年12月，Stone Island被意大利時裝公司盟可睞收購。

## 歷史
馬西莫·奧斯蒂設計師於1982年創立了Stone Island，初期是用副線來補充主要品牌C.P.公司，他於1971年創辦的公司 。
1983年，公司將50%的業務出售給GFT（英語: Gruppo Finanziario Tessile），後者於1991年收購公司其餘部分。馬西莫·奧斯蒂（Massimo Osti）於1994年離開公司，1996年保羅·哈維（Paul Harvey）接任品牌設計師，直到2008年。1993年GFT將公司出售給卡洛·里維蒂（Carlo Rivetti），後者也購買CP公司成立運動服裝公司SpA 。
2017年8月，Stone Island向新加坡主權財富基金淡馬錫控股出售30%的股份。
2020年12月，盟可睞以11.5億歐元收購Stone Island的多數股權。

## 外部連結
- 官方網站 （页面存档备份，存于）